# Igel-Wacholder
Der Igel-Wacholder (Juniperus rigida) ist eine Pflanzenart aus der Familie der Zypressengewächse (Cupressaceae). Sie ist in China, Ost-Russland, Korea und Japan heimisch.

## Beschreibung

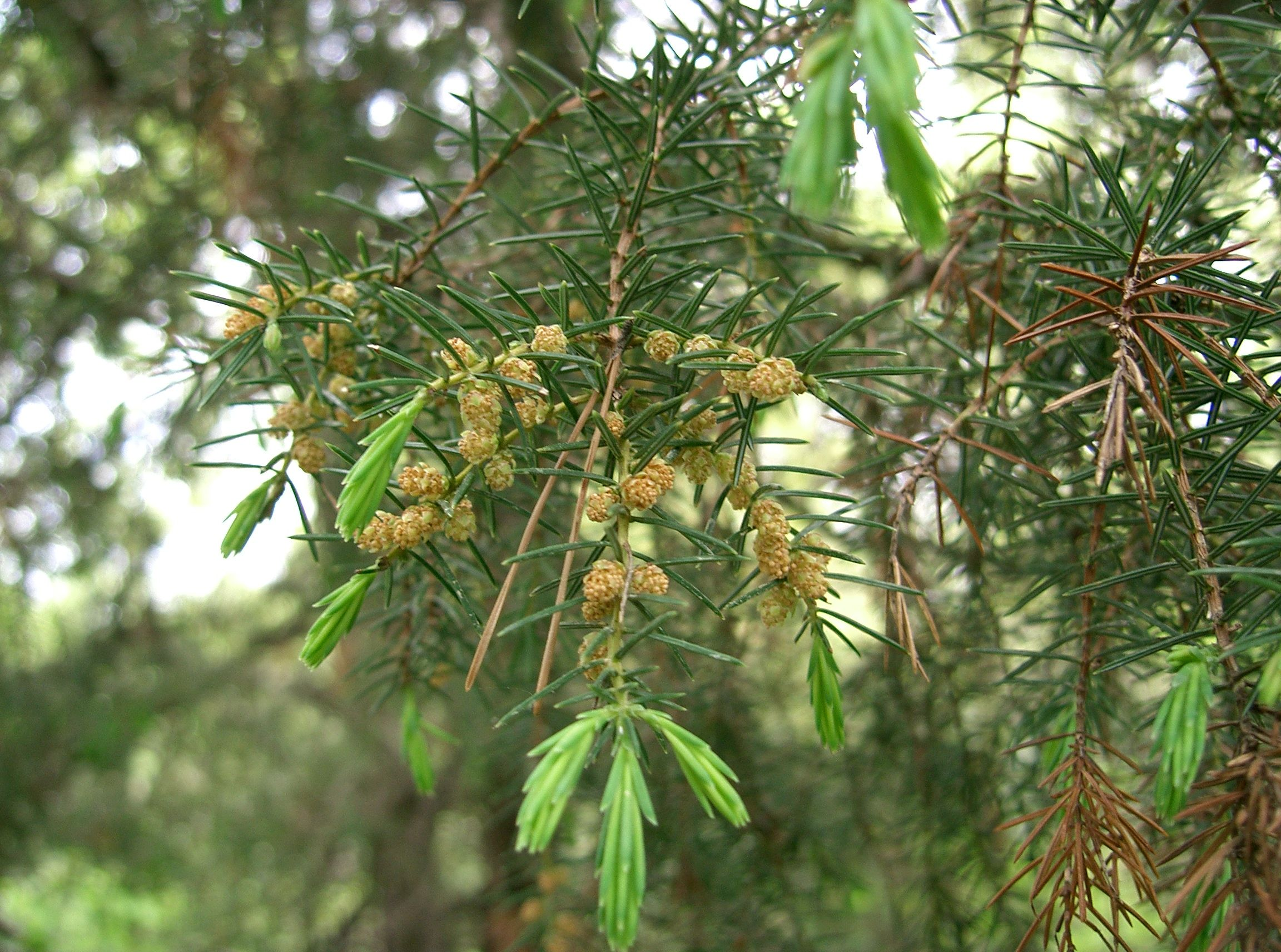
Zweig mit Nadeln und männlichen Blütenzapfen

Der Igel-Wacholder wächst als immergrüner Strauch oder kleiner Baum, der Wuchshöhen von bis zu 10 Meter und Brusthöhendurchmesser von bis zu 45 Zentimeter erreichen kann. Die dünne und schuppige Borke ist bei Jungbäumen braun gefärbt. Mit zunehmendem Alter verfärbt sie sich grau und wird gefurcht. Die Krone ist pyramidenförmig oder zylindrisch geformt und wird von Ästen gebildet, die gerade oder aufsteigend vom Stamm abgehen. Die hängenden, dünnen Zweige haben einen dreieckigen Querschnitt und eine rotbraune, unbehaarte Rinde.
Die dunkelgrünen, starren Nadeln sind bei einer Länge von 1 bis 2,8 Zentimeter und einer Breite von rund 1 Millimeter linear-nadelförmig geformt. Sie stehen zu dritt in Wirteln zusammen. Ihr Querschnitt ist v-förmig. Die Spitze ist spitz zulaufend und stachelig. Die Nadelunterseite ist tief gekielt und auf der Nadeloberseite befindet sich ein schmales weißes Stomataband.
Der Igel-Wacholder ist zweihäusig (diözisch), nur selten einhäusig (monözisch). Die Blütezeit umfasst den Monat April; die Samen reifen gegen Ende des zweiten oder im Sommer des dritten Jahres. Die gelblich-grünen männlichen Blütenzapfen sind bei einem Durchmesser von 3 bis 5 Millimeter kugelig bis elliptisch geformt. Sie stehen in Dreierwirteln zusammen und enthalten neun bis zwölf Mikrosporophylle mit je vier bis sieben Pollensäcken. Die kurz gestielten, beerenförmigen Zapfen sind bei einem Durchmesser von 6 bis 10 Millimeter kugelig bis eiförmig geformt. Die Stiele sind dicht mit kleinen Schuppenblättern bedeckt. Anfangs sind die Zapfen grün gefärbt. Zur Reife hin verfärben sie sich hell bräunlich, blau oder blauschwarz mit einer blaugrünen Tönung und verströmen einen starken Harzgeruch. Jeder Zapfen enthält zwei bis drei braune Samenkörner. Die harzigen Samen sind bei einer Länge von rund 6 Millimeter und einer Breite von etwa 3 Millimeter länglich bis dreieckig geformt. Jeder Samen weist drei bis vier Zähne auf.
Die Chromosomenzahl beträgt 2n = 22.

## Verbreitung und Standort
Das natürliche Verbreitungsgebiet des Igel-Wacholder liegt in China, Korea, Südost-Russland sowie in Japan. Er kommt in China in den Provinzen Gansu, Nord-Hebei, Heilongjiang, Jilin, Liaoning, Nei Mongol, Ningxia, Qinghai, Shanxi sowie Shaanxi vor. In Japan umfasst das Verbreitungsgebiet die Inseln Hokkaidō, Honshū, Nord-Shikoku, Nord- und Zentral-Kyushu sowie weiters die Ryūkyū-Inseln. In Russland findet man die Art in der südlichen Region Primorje, auf Kamtschatka und auf Sachalin.
Der Igel-Wacholder gedeiht in Höhenlagen von 100 bis 2200 Metern. Dort wächst er vor allem in trockenen Berggebieten und an Meeresküsten auf Kalkstein- und Sandböden.

## Nutzung
Der Igel-Wacholder wird unter anderem als Ziergehölz angepflanzt.

## Systematik
Die Erstbeschreibung als Juniperus rigida erfolgte 1846 durch Philipp Franz von Siebold und Joseph Gerhard Zuccarini in "Abhandlungen der Mathematisch-Physikalischen Classe der Königlich Bayerischen Akademie der Wissenschaften", Band 4(3), Seite 233. Ein Synonym für Juniperus rigida Siebold & Zucc. ist Juniperus utilis Koidz.
Die Art wird in bis zu zwei Unterarten unterteilt:
- Juniperus rigida subsp. conferta  (Parl.) Kitami kommt in China, auf Sachalin, Hokkaido, Honshū und Kyushu vor. Synonyme sind Juniperus conferta Parl. und Juniperus rigida var. conferta (Parl.) Patschke.[3]
- Juniperus rigida subsp. rigida ist die Nominatform. Sie kommt in China, Japan, Korea, im fernöstlichen Russland und auf den Ryūkyū-Inseln vor.[3][5]

## Gefährdung und Schutz
Der Igel-Wacholder wird in der Roten Liste der IUCN als „nicht gefährdet“ geführt. Es wird jedoch darauf hingewiesen, dass eine erneute Überprüfung der Gefährdung notwendig ist.